# آرسی‌ای رکوردز
آرسی‌اِی رکوردز (انگلیسی: RCA Records) نام یک ناشر موسیقی مشهور آمریکایی است که در مالکیت شرکتِ سونی میوزیک (SME) است. این ناشر موسیقی در کنارِ کلمبیا رکوردز و اپیک رکوردز، یکی از ناشران بزرگ و مهم موسیقیِ شرکتِ سونی میوزیک است و در زمینه نشر و توزیع سبک‌های گوناگون موسیقی همچون پاپ، راک، هیپ هاپ، آراندبی معاصر، بلوز، جاز و از طریق شرکت «آرسی‌اِی نشویل» موسیقی کانتری فعالیت دارد.
آرسی‌اِی رکوردز دومین ناشرِ قدیمیِ موسیقی در آمریکا (پس از کلمبیا رکوردز) است. شاخهٔ کانادایی آن که «برلینر گرامافون کانادا» نام دارد، قدیمی‌ترین ناشرِ موسیقی شرکتِ سونی در کانادا محسوب می‌شود.